# Nekrolog Juni 2017
Nekrolog
◄◄
| ◄
| 2013
| 2014
| 2015
| 2016
| 2017 | 2018 | 2019 | 2020 | 2021 | ►
Januar |
Februar |
März |
April |
Mai |
Juni |
Juli |
August |
September |
Oktober |
November |
Dezember 2017
Weitere Ereignisse | Allgemeiner Nekrolog 2017
Die Beschreibung der verstorbenen Person sollte so kurz wie möglich gehalten sein und nur deren signifikante Tätigkeit(en) enthalten.
Neue Namen ggf. auch unter dem Geburts- und Sterbedatum, also etwa unter 1. Januar und im Geburts- und Sterbejahr (2024) eintragen (nur bei entsprechender großer Wichtigkeit). Für Beispiele siehe die schon vorhandenen Artikel.
Außerdem über die fünf zuletzt Verstorbenen, zu denen es einen ausreichend guten Artikel für eine Präsentation auf der Hauptseite gibt, nach der todesbedingten Überarbeitung der Artikel ggf. auch unter Wikipedia Diskussion:Hauptseite informieren und sie am besten auch in den anderen Wikipedia-Sprachversionen eintragen. Tipp: Regelmäßig bei news.google.de nach „ist tot“, „gestorben“ oder „verstorben“ suchen.
Wenn eine Person gestorben ist, gibt es viele Seiten zu dieser Person in der Wikipedia, die davon auch betroffen sind und entsprechend aktualisiert werden müssen. Beispiele: Namenübersichtsseite, Geburtsjahr, Geburtsort-Seiten und viele mehr.
Wie finde ich die betroffenen Seiten?
Im Suchfeld auf der linken Seite gibt man den Suchbegriff so ein: „Vorname Nachname“. Dann klickt man auf Volltext und alle Seiten mit entsprechendem Suchtext werden aufgerufen. Hier sieht man dann schnell, wo auch das Todesjahr Sinn macht oder sogar ein Teil des Artikels angepasst werden muss. Auch hilft das „Werkzeug“ auf der linken Seite sehr gut, um solche Seiten aufzufinden: „Links auf diese Seite“. Somit ist die Wikipedia wieder aktuell in allen Bereichen! Hinweis: bei Eintragung der Kategorie „Gestorben JAHR“ wird der Missbrauchsfilter 49 ausgelöst, was jedoch nicht schlimm ist. Siehe: Spezial:Missbrauchsfilter/49
Dies ist eine Liste von im Juni 2017 verstorbenen bekannten Persönlichkeiten. Die Einträge erfolgen innerhalb der einzelnen Daten alphabetisch sortiert. Tiere sind im Nekrolog für Tiere zu finden.

## Juni
| Tag      | Name                                                  | Beruf, bekannt als                                                           | Alter | Beleg |
| -------- | ----------------------------------------------------- | ---------------------------------------------------------------------------- | ----- | ----- |
| 30. Juni | Russ Adams                                            | US-amerikanischer Sportfotograf                                              | 86    |       |
| 30. Juni | Klaus Apel                                            | deutsch-schweizerischer Zellbiologe                                          | 74    |       |
| 30. Juni | Franz Gerstenbrand                                    | österreichischer Neurologe                                                   | 92    |       |
| 30. Juni | Darrall Imhoff                                        | US-amerikanischer Basketballspieler                                          | 78    |       |
| 30. Juni | Tadeusz Kijonka                                       | polnischer Journalist und Politiker                                          | 80    |       |
| 30. Juni | Florian Menz                                          | österreichischer Linguist und Kommunikationswissenschaftler                  | 56    |       |
| 30. Juni | Petra Nettelbeck                                      | deutsche Fernsehansagerin                                                    | 77    |       |
| 30. Juni | Rhona Ottolina Losada                                 | venezolanische Politikerin                                                   | 63    |       |
| 30. Juni | Barry Norman                                          | britischer Journalist und Filmkritiker                                       | 83    |       |
| 30. Juni | Dietrich Ruchay                                       | deutscher Ministerialbeamter                                                 | 79    |       |
| 30. Juni | Simone Veil                                           | französische Politikerin und Holocaust-Überlebende                           | 89    |       |
| 30. Juni | Hansjörg Zauner                                       | österreichischer Schriftsteller und bildender Künstler                       | 57    |       |
| 29. Juni | Karin Jeltsch                                         | deutsche Politikerin                                                         | 82    |       |
| 29. Juni | Günter Lipphardt                                      | deutscher Verfahrensingenieur                                                | 90    |       |
| 29. Juni | John Monckton                                         | australischer Schwimmer                                                      | 78    |       |
| 29. Juni | Louis Nicollin                                        | französischer Unternehmer und Fußballfunktionär                              | 74    |       |
| 29. Juni | David Scheu                                           | deutscher Fußballspieler                                                     | 69    |       |
| 29. Juni | Dave Semenko                                          | kanadischer Eishockeyspieler                                                 | 59    |       |
| 28. Juni | Phil Cohran                                           | US-amerikanischer Jazztrompeter                                              | 90    |       |
| 28. Juni | Xavier Douroux                                        | französischer Kurator                                                        | 61    |       |
| 28. Juni | Klaus Grehn                                           | deutscher Politiker                                                          | 76    |       |
| 28. Juni | Bernard Nottage                                       | bahamaischer Leichtathlet, Arzt und Politiker                                | 71    |       |
| 28. Juni | Günther Schmidt                                       | deutscher Physiker                                                           | 95    |       |
| 28. Juni | Bruno Watschinger                                     | österreichischer Nephrologe                                                  | 97    |       |
| 27. Juni | Geri Allen                                            | US-amerikanische Jazzpianistin                                               | 60    |       |
| 27. Juni | Dušan Bataković                                       | serbischer Historiker und Diplomat                                           | 60    |       |
| 27. Juni | Alois Gschwind                                        | Schweizer Dirigent und Musikpädagoge                                         | 92    |       |
| 27. Juni | Peter L. Berger                                       | US-amerikanischer Soziologe                                                  | 88    |       |
| 27. Juni | Piotr Bikont                                          | polnischer Regisseur und Journalist                                          | 62    |       |
| 27. Juni | Michael Bond                                          | britischer Schriftsteller                                                    | 91    |       |
| 27. Juni | Horst-Dieter Brähmig                                  | deutscher Politiker                                                          | 78    |       |
| 27. Juni | Michail Buturlin                                      | russischer Eishockeyspieler                                                  | 29    |       |
| 27. Juni | Pierre Combescot                                      | französischer Schriftsteller und Journalist                                  | 77    |       |
| 27. Juni | Walter H. Graf                                        | österreichisch-schweizerischer Wasserbauingenieur                            | 81    |       |
| 27. Juni | João Oneres Marchiori                                 | brasilianischer Bischof                                                      | 84    |       |
| 27. Juni | Uta Merzbach                                          | US-amerikanische Mathematikhistorikerin                                      | 84    |       |
| 27. Juni | Mikael Nyqvist                                        | schwedischer Schauspieler                                                    | 56    |       |
| 27. Juni | Stéphane Paille                                       | französischer Fußballspieler und -trainer                                    | 52    |       |
| 27. Juni | Valentín Pimstein                                     | chilenisch-mexikanischer Fernsehproduzent                                    | 91    |       |
| 27. Juni | Maksym Schapowal                                      | ukrainischer Generalmajor und Nachrichtendienstler                           | 38    |       |
| 27. Juni | Alfred Schöffler                                      | deutscher Politiker                                                          | 88    |       |
| 27. Juni | Suh Yun-bok                                           | südkoreanischer Leichtathlet                                                 | 94    |       |
| 27. Juni | Mustafa Tlas                                          | syrischer Militär und Politiker                                              | 85    |       |
| 27. Juni | Günter Urban                                          | deutscher Bauhistoriker und Hochschulrektor                                  | 90    |       |
| 26. Juni | Ernst-Dieter Bernhard                                 | deutscher Offizier                                                           | 92    |       |
| 26. Juni | Bernhard Brenner                                      | deutscher Physiologe                                                         | 66    |       |
| 26. Juni | Jimmy Chi                                             | australischer Musiker                                                        | ≈69   |       |
| 26. Juni | Jürgen Elm                                            | deutscher Fußballspieler                                                     | 65    |       |
| 26. Juni | Herbert Killian                                       | österreichischer Forsthistoriker und Opfer des Stalinismus                   | 90    |       |
| 26. Juni | Ilona Laaman                                          | estnische Lyrikerin                                                          | 83    |       |
| 26. Juni | Elkan Rex Makin                                       | britischer Rechtsanwalt                                                      | 91    |       |
| 26. Juni | Doug Peterson                                         | US-amerikanischer Konstrukteur                                               | 71    |       |
| 26. Juni | Siegfried Strasser                                    | österreichischer Künstler                                                    | 87    |       |
| 26. Juni | Habib Thiam                                           | senegalesischer Politiker                                                    | 84    |       |
| 26. Juni | Guillermo Velásquez                                   | kolumbianischer Fußballschiedsrichter                                        | 83    |       |
| 26. Juni | Siegfried Wollgast                                    | deutscher Philosophiehistoriker                                              | 83    |       |
| 25. Juni | Hermann Bauer                                         | deutscher Bauingenieur                                                       | 88    |       |
| 25. Juni | David Bleakley                                        | britischer Politiker und Hochschullehrer                                     | 92    |       |
| 25. Juni | Hartwig Brandt                                        | deutscher Historiker                                                         | 81    |       |
| 25. Juni | Elsa Daniel                                           | argentinische Schauspielerin                                                 | 78    |       |
| 25. Juni | Tono Eitel                                            | deutscher Jurist und Diplomat                                                | 84    |       |
| 25. Juni | Klaus Peter Heinrici                                  | deutscher Architekt                                                          | 89    |       |
| 25. Juni | Skip Homeier                                          | US-amerikanischer Schauspieler                                               | 86    |       |
| 25. Juni | Alexandra Kassen                                      | deutsche Theaterleiterin                                                     | 94    |       |
| 25. Juni | Fátima Langa                                          | mosambikanische Schriftstellerin                                             | 64    |       |
| 25. Juni | Denis McQuail                                         | britischer Kommunikationswissenschaftler                                     | 82    |       |
| 25. Juni | K. R. Mohanan                                         | indischer Filmregisseur                                                      | 69    |       |
| 25. Juni | José Manuel Mourinho Félix                            | portugiesischer Fußballspieler und -trainer                                  | 79    |       |
| 25. Juni | Franz Schwarz                                         | deutscher Politiker und Gewerkschafter                                       | 76    |       |
| 25. Juni | Alain Senderens                                       | französischer Koch                                                           | 77    |       |
| 25. Juni | Gordon Wilson                                         | britischer Politiker                                                         | 79    |       |
| 24. Juni | Hans Baschang                                         | deutscher Maler                                                              | 80    |       |
| 24. Juni | Victor Conzemius                                      | luxemburgischer Theologe und Kirchenhistoriker                               | 88    |       |
| 24. Juni | Paul Fitzgerald                                       | australischer Porträtmaler                                                   | 94    |       |
| 24. Juni | Amir Hassanpour                                       | kurdischer Kulturwissenschaftler                                             | 73    |       |
| 24. Juni | Ruth Illig                                            | Schweizer Medizinerin                                                        | 92    |       |
| 24. Juni | Hansfried Kellner                                     | deutscher Soziologe                                                          | 83    |       |
| 24. Juni | Robert Krick                                          | deutscher Verleger                                                           | 95    |       |
| 24. Juni | Maria Mutagamba                                       | ugandische Ökonomin und Politikerin                                          | 64    |       |
| 24. Juni | Nils Nilsson                                          | schwedischer Eishockeyspieler                                                | 81    |       |
| 24. Juni | Monica Nordquist                                      | schwedische Schauspielerin                                                   | 76    |       |
| 23. Juni | Gerhard Becker                                        | deutscher Politiker                                                          | 75    |       |
| 23. Juni | Margaux Fragoso                                       | US-amerikanische Schriftstellerin                                            | 38    |       |
| 23. Juni | Mao Kobayashi                                         | japanische Schauspielerin                                                    | 34    |       |
| 23. Juni | Tonny van der Linden                                  | niederländischer Fußballspieler                                              | 84    |       |
| 23. Juni | Zabba Lindner                                         | deutscher Schlagzeuger                                                       | 67    |       |
| 23. Juni | Nobekai Ōuchi                                         | japanischer Shōgispieler                                                     | 75    |       |
| 23. Juni | Heinz Rieger                                          | deutscher Leichtathletiktrainer                                              | 85    |       |
| 23. Juni | Stefano Rodotà                                        | italienischer Jurist, Autor und Politiker                                    | 84    |       |
| 22. Juni | Christoph Bauer                                       | deutscher Schriftsteller                                                     | 59    |       |
| 22. Juni | Günter Büschges                                       | deutscher Soziologe                                                          | 90    |       |
| 22. Juni | Gunter Gabriel                                        | deutscher Sänger                                                             | 75    |       |
| 22. Juni | Christa Kowalski                                      | deutsche Hörspielregisseurin                                                 |       |       |
| 22. Juni | Ruth Ellen Maness                                     | US-amerikanische Genealogin                                                  | 68    |       |
| 22. Juni | Ketumile Masire                                       | botswanischer Politiker                                                      | 91    |       |
| 22. Juni | Pitt Moog                                             | deutscher Maler, Grafiker und Bildhauer                                      | ≈85   |       |
| 22. Juni | Jimmy Nalls                                           | US-amerikanischer Rockgitarrist                                              | 66    |       |
| 22. Juni | Hartmut Neugebauer                                    | deutscher Schauspieler und Synchronsprecher                                  | 74    |       |
| 22. Juni | John Raphael Quinn                                    | US-amerikanischer Erzbischof                                                 | 88    |       |
| 22. Juni | Bob Ring                                              | US-amerikanischer Eishockeytorwart                                           | 70    |       |
| 21. Juni | Erich Becht                                           | deutscher Musiker                                                            | 91    |       |
| 21. Juni | Philip Coppens                                        | niederländisch-US-amerikanischer Kristallograph                              | 86    |       |
| 21. Juni | Juri Drosdow                                          | sowjetischer Nachrichtendienstler                                            | 91    |       |
| 21. Juni | Jean-Pierre Kahane                                    | französischer Mathematiker                                                   | 90    |       |
| 21. Juni | Bernulf Kanitscheider                                 | österreichischer Philosoph und Wissenschaftstheoretiker                      | 77    |       |
| 21. Juni | Pedro dos Mártires da Costa                           | Politiker aus Osttimor                                                       | 59    |       |
| 21. Juni | Ludger Rémy                                           | deutscher Dirigent                                                           | 68    |       |
| 21. Juni | Mario Russo                                           | italienischer Fußballspieler                                                 | 69    |       |
| 21. Juni | Robert M. Shoemaker                                   | US-amerikanischer General                                                    | 93    |       |
| 21. Juni | Steffi Walter                                         | deutsche Rennrodlerin                                                        | 54    |       |
| 21. Juni | Günther Willmann                                      | deutscher Hörfunkjournalist und Kommunalpolitiker                            | 89    |       |
| 20. Juni | Roger D. Abrahams                                     | US-amerikanischer Erzählforscher                                             | 84    |       |
| 20. Juni | Herbert H. Ágústsson                                  | isländischer Komponist und Musiker                                           | 90    |       |
| 20. Juni | Gaston André Ancelovici                               | chilenisch-kanadischer Dokumentarfilmer                                      | 72    |       |
| 20. Juni | James Berry                                           | jamaikanisch-britischer Autor und Lyriker                                    | 92    |       |
| 20. Juni | Rüdiger vom Bruch                                     | deutscher Historiker                                                         | 72    |       |
| 20. Juni | Mervyn Crossman                                       | australischer Hockeyspieler                                                  | 82    |       |
| 20. Juni | Eddie Diehl                                           | US-amerikanischer Jazzgitarrist                                              | 81    |       |
| 20. Juni | Josef Großmann                                        | deutscher Rechtsanwalt und Landrat                                           | 91    |       |
| 20. Juni | Gustav Hildebrand                                     | deutscher Fotograf und Journalist                                            | 91    |       |
| 20. Juni | Peter Krämer                                          | deutscher Reeder und Mäzen                                                   | 66    |       |
| 20. Juni | Jeannette Lander                                      | deutsche Schriftstellerin                                                    | 85    |       |
| 20. Juni | Frode Larsen                                          | norwegischer Fußballspieler                                                  | 68    |       |
| 20. Juni | Sergei Mylnikow                                       | russischer Eishockeytorwart                                                  | 58    |       |
| 20. Juni | Prodigy                                               | US-amerikanischer Rapper                                                     | 42    |       |
| 20. Juni | Julius Schmidt                                        | US-amerikanischer Bildhauer und Hochschullehrer                              | 94    |       |
| 20. Juni | William Schull                                        | US-amerikanischer Genetiker                                                  | 95    |       |
| 20. Juni | Christel Sembach-Krone                                | deutsche Zirkusdirektorin                                                    | 80    |       |
| 20. Juni | Fredrik Skagen                                        | norwegischer Schriftsteller                                                  | 80    |       |
| 20. Juni | Franz-Josef Trouvain                                  | deutscher Ökonom                                                             | 89    |       |
| 19. Juni | Brian Cant                                            | britischer Fernsehmoderator und Schauspieler                                 | 83    |       |
| 19. Juni | Robert S. Cohen                                       | US-amerikanischer Physiker und Wissenschaftsphilosoph                        | 94    |       |
| 19. Juni | Ivan Dias                                             | indischer Kardinal                                                           | 81    |       |
| 19. Juni | Tony DiCicco                                          | US-amerikanischer Fußballtrainer und -funktionär                             | 68    |       |
| 19. Juni | Carla Fendi                                           | italienische Modeunternehmerin                                               | 80    |       |
| 19. Juni | Ilse Pagé                                             | deutsche Schauspielerin und Synchronsprecherin                               | 78    |       |
| 19. Juni | Carl Pfaff                                            | Schweizer Historiker                                                         | 86    |       |
| 19. Juni | Zoltán Sárosy                                         | ungarisch-kanadischer Schachspieler                                          | 110   |       |
| 19. Juni | Brigitte Sarry                                        | deutsche Chemikerin                                                          | 96    |       |
| 19. Juni | Otto Warmbier                                         | US-amerikanischer Student                                                    | 22    |       |
| 18. Juni | Octavio Betancourt Arango                             | kolumbianischer Bischof                                                      | 89    |       |
| 18. Juni | Hans Breder                                           | deutsch-US-amerikanischer Künstler und Hochschullehrer                       | 81    |       |
| 18. Juni | Lars Cavallin                                         | schwedischer Geistlicher, katholischer Theologe und Schriftsteller           | 76    |       |
| 18. Juni | Pierluigi Chicca                                      | italienischer Fechter                                                        | 79    |       |
| 18. Juni | Peter Dietrich                                        | deutscher Hafenlogistiker                                                    | 79    |       |
| 18. Juni | Wilhelm Ertz                                          | deutscher Allgemeinmediziner                                                 | 94    |       |
| 18. Juni | Albert Franks                                         | englischer Fußballspieler                                                    | 81    |       |
| 18. Juni | Joel Joffe                                            | südafrikanisch-britischer Rechtsanwalt und Politiker                         | 85    |       |
| 18. Juni | Tsunehide Matsuki                                     | japanischer Gitarrist                                                        | 68    |       |
| 18. Juni | Wilhelm Urbaszek                                      | deutscher Mediziner                                                          | 84    |       |
| 18. Juni | Ramesh Weeratunga                                     | sri-lankischer Sänger, Musiker und Musikproduzent                            | 65    |       |
| 17. Juni | Rodolfo Fontiveros Beltran                            | philippinischer Bischof                                                      | 68    |       |
| 17. Juni | Elias Burstein                                        | US-amerikanischer Physiker                                                   | 99    |       |
| 17. Juni | Iván Fandiño                                          | spanischer Torero                                                            | 36    |       |
| 17. Juni | Larry Grantham                                        | US-amerikanischer American-Football-Spieler                                  | 78    |       |
| 17. Juni | Józef Grudzień                                        | polnischer Boxer                                                             | 78    |       |
| 17. Juni | Pierre Imhasly                                        | Schweizer Schriftsteller                                                     | 77    |       |
| 17. Juni | Klaus-Peter Köpping                                   | deutscher Ethnologe                                                          | 77    |       |
| 17. Juni | Tony Liscio                                           | US-amerikanischer American-Football-Spieler                                  | 76    |       |
| 17. Juni | Baldwin Lonsdale                                      | vanuatuischer Politiker und Geistlicher                                      | 67    |       |
| 17. Juni | Marisa Marco                                          | spanische Schauspielerin und Synchronsprecherin                              | 71    |       |
| 17. Juni | William S. Massey                                     | US-amerikanischer Mathematiker                                               | 96    |       |
| 17. Juni | Maurice Matieu                                        | französischer Kunstmaler und Buchautor                                       | 83    |       |
| 17. Juni | Thara Memory                                          | US-amerikanischer Jazzmusiker und Musikpädagoge                              | ≈69   |       |
| 17. Juni | Omar Monza                                            | argentinischer Basketballspieler                                             | 88    |       |
| 17. Juni | Jorge Nolasco                                         | argentinischer Schauspieler, Theaterleiter und -dozent                       | 58    |       |
| 17. Juni | Leopoldo Sumaylo Tumulak                              | philippinischer Bischof                                                      | 72    |       |
| 17. Juni | Anneliese Uhlig                                       | deutsch-US-amerikanische Schauspielerin und Journalistin                     | 98    |       |
| 16. Juni | Alan D. Altieri                                       | italienischer Krimiautor und Übersetzer                                      | 64    |       |
| 16. Juni | John G. Avildsen                                      | US-amerikanischer Filmregisseur und -editor                                  | 81    |       |
| 16. Juni | Ryszard Błachut                                       | polnischer Fußballspieler                                                    | 68    |       |
| 16. Juni | Régis Boyer                                           | französischer Historiker und Skandinavist                                    | 84    |       |
| 16. Juni | Christian Cabrol                                      | französischer Arzt, Autor und Politiker                                      | 91    |       |
| 16. Juni | Stephen Furst                                         | US-amerikanischer Schauspieler, Film- und Fernsehregisseur                   | 62    |       |
| 16. Juni | Gilberto Galimberti                                   | italienischer Schauspieler und Stuntman                                      | 84    |       |
| 16. Juni | Mieczysław Kalenik                                    | polnischer Schauspieler                                                      | 84    |       |
| 16. Juni | Edzai Kasinauyo                                       | simbabwischer Fußballspieler                                                 | 42    |       |
| 16. Juni | Helmut Kohl                                           | deutscher Politiker                                                          | 87    |       |
| 16. Juni | Uta Lindgren                                          | deutsche Historikerin                                                        | 76    |       |
| 16. Juni | Vasco Mariz                                           | brasilianischer Historiker und Diplomat                                      | 95    |       |
| 16. Juni | Maurice Mességué                                      | französischer Pflanzenheilkundler und Autor                                  | 95    |       |
| 16. Juni | Ren Rong                                              | chinesischer Militär und Politiker                                           | 99    |       |
| 16. Juni | Thomas Klaus Schleicher                               | deutscher Unternehmer                                                        | 65    |       |
| 16. Juni | Günter Siebert                                        | deutscher Fußballspieler und Sportfunktionär                                 | 86    |       |
| 16. Juni | Hans Olav Tungesvik                                   | norwegischer Politiker                                                       | 81    |       |
| 15. Juni | Ibrahim Abouleish                                     | ägyptischer Chemiker, Unternehmer und Entwicklungshelfer                     | 80    |       |
| 15. Juni | David L. Armstrong                                    | US-amerikanischer Politiker                                                  | 75    |       |
| 15. Juni | Ajmer Singh Aulakh                                    | indischer Dramatiker                                                         | 74    |       |
| 15. Juni | Alexei Batalow                                        | sowjetischer bzw. russischer Schauspieler und Regisseur                      | 88    |       |
| 15. Juni | Gustaw Bujok                                          | polnischer Skisportler                                                       | 80    |       |
| 15. Juni | Bill Dana                                             | US-amerikanischer Unterhaltungskünstler                                      | 92    |       |
| 15. Juni | Prafullachandra Natwarlal Bhagwati                    | indischer Jurist                                                             | 95    |       |
| 15. Juni | Jacques Charpentier                                   | französischer Komponist und Organist                                         | 83    |       |
| 15. Juni | Wilma de Faria                                        | brasilianische Politikerin                                                   | 72    |       |
| 15. Juni | Jim French                                            | US-amerikanischer Fotograf und Filmproduzent                                 | 84    |       |
| 15. Juni | Ernst Haag                                            | deutscher Theologe                                                           | 85    |       |
| 15. Juni | Larry Hayes                                           | US-amerikanischer American-Football-Spieler                                  | 81    |       |
| 15. Juni | Baptist Hempfling                                     | deutscher Politiker                                                          | 99    |       |
| 15. Juni | Michael Koch                                          | deutscher Ingenieurwissenschaftler                                           | 61    |       |
| 15. Juni | Lim Kek-tjiang                                        | chinesisch-indonesischer Violinist und Dirigent                              | 89    |       |
| 15. Juni | James W. McCord, Jr.                                  | US-amerikanischer Einbrecher                                                 | 93    |       |
| 15. Juni | Ursula Rumin                                          | deutsche Journalistin und Autorin                                            | 93    |       |
| 15. Juni | Danny Schock                                          | kanadischer Eishockeyspieler                                                 | 68    |       |
| 15. Juni | Adolf Schub                                           | deutscher Bauingenieur                                                       | 85    |       |
| 15. Juni | Anton Wendler                                         | österreichischer Opernsänger                                                 | 82    |       |
| 15. Juni | Olbram Zoubek                                         | tschechischer Bildhauer und Designer                                         | 91    |       |
| 14. Juni | Karen Brutenz                                         | sowjetischer Politiker                                                       | 92    |       |
| 14. Juni | Jordi Curós                                           | katalanischer Zeichner und Maler                                             | 87    |       |
| 14. Juni | Christa Czekay                                        | deutsche Leichtathletin                                                      | 73    |       |
| 14. Juni | Rob Gonsalves                                         | kanadischer Künstler                                                         | ≈58   |       |
| 14. Juni | Luis Abanto Morales                                   | peruanischer Sänger und Komponist                                            | 93    |       |
| 14. Juni | Jorge Bastos Moreno                                   | brasilianischer Journalist                                                   | 63    |       |
| 14. Juni | Rainer Dietz                                          | deutscher Mediziner                                                          | 71    |       |
| 14. Juni | Friedrich Wilhelm Schnurr                             | deutscher Pianist und Hochschullehrer                                        | 88    |       |
| 14. Juni | Jacques Foix                                          | französischer Fußballspieler                                                 | 86    |       |
| 14. Juni | Ernestina Herrera de Noble                            | argentinische Zeitungsverlegerin                                             | 92    |       |
| 14. Juni | Renate Holland-Moritz                                 | deutsche Schriftstellerin und Filmkritikerin                                 | 82    |       |
| 14. Juni | Klaus Jamin                                           | deutscher Wirtschaftswissenschaftler                                         | 76    |       |
| 14. Juni | Kuriakose Kunnacherry                                 | indischer Erzbischof                                                         | 88    |       |
| 14. Juni | Willy Leonhardt                                       | deutscher Ingenieur und Politiker                                            | 79    |       |
| 14. Juni | Khadija Saye                                          | gambisch-britische Fotografin                                                | 24    |       |
| 14. Juni | Hans-Peter Schwarz                                    | deutscher Politologe und Historiker                                          | 83    |       |
| 14. Juni | Hein Verbruggen                                       | niederländischer Sportfunktionär                                             | 75    |       |
| 14. Juni | Lutz Wicke                                            | deutscher Umweltökonom, Hochschullehrer und Staatssekretär                   | 74    |       |
| 13. Juni | Martin J. Aitken                                      | britischer Physiker und Archäometer                                          | 95    |       |
| 13. Juni | Gerd Baier                                            | deutscher Kunsthistoriker und Denkmalpfleger                                 | 92    |       |
| 13. Juni | Suzanne Blais-Grenier                                 | kanadische Politikerin                                                       | 81    |       |
| 13. Juni | Eckhart Blaß                                          | deutscher Ingenieurwissenschaftler                                           | 91    |       |
| 13. Juni | Christian Bonnet                                      | französischer Jazzmusiker                                                    | 72    |       |
| 13. Juni | Harry Borer                                           | Schweizer Unternehmer                                                        | 89    |       |
| 13. Juni | Michael Denzin                                        | deutscher Politiker                                                          | 73    |       |
| 13. Juni | Philip Gossett                                        | US-amerikanischer Musikwissenschaftler                                       | 75    |       |
| 13. Juni | Albert Ramsdell Gurney                                | US-amerikanischer Schriftsteller                                             | 86    |       |
| 13. Juni | Jan von Haeften                                       | deutscher Unternehmer                                                        | 85    |       |
| 13. Juni | Patricia Knatchbull, 2. Countess Mountbatten of Burma | britische Adelige                                                            | 93    |       |
| 13. Juni | Jens Lausen                                           | deutscher Maler, Grafiker und Lyriker                                        | 79    |       |
| 13. Juni | Niels-Peter Moritzen                                  | deutscher Theologe                                                           | 89    |       |
| 13. Juni | Yōko Nogiwa                                           | japanische Schauspielerin                                                    | 81    |       |
| 13. Juni | Ootje Oxenaar                                         | niederländischer Grafikdesigner                                              | 87    |       |
| 13. Juni | Anita Pallenberg                                      | deutsche Schauspielerin, Model und Modedesignerin                            | 75    |       |
| 13. Juni | Thomas Riechmann                                      | deutscher Wirtschaftswissenschaftler                                         | 50    |       |
| 13. Juni | Ulf Stark                                             | schwedischer Kinderbuchautor                                                 | 72    |       |
| 13. Juni | Şirin Tekeli                                          | türkische Feministin, Autorin und Aktivistin                                 | 73    |       |
| 13. Juni | Rick Tuten                                            | US-amerikanischer American-Football-Spieler                                  | 52    |       |
| 12. Juni | Piotr Andrejew                                        | polnischer Filmregisseur und Drehbuchautor                                   | 69    |       |
| 12. Juni | Sam Beazley                                           | britischer Schauspieler                                                      | 101   |       |
| 12. Juni | Theodor Bergmann                                      | deutscher Agrarwissenschaftler und Buchautor                                 | 101   |       |
| 12. Juni | Roland Brogli                                         | Schweizer Politiker                                                          | 66    |       |
| 12. Juni | Clifford Earle                                        | US-amerikanischer Mathematiker                                               | 81    |       |
| 12. Juni | Adrienne Elisha                                       | US-amerikanische Komponistin und Bratschistin                                | 58    |       |
| 12. Juni | Fernando Martínez Heredia                             | kubanischer Politiker, Historiker und Autor                                  | 78    |       |
| 12. Juni | Witho Holland                                         | deutscher Jurist und Politiker                                               | 90    |       |
| 12. Juni | Siegfried Müller                                      | deutscher Erziehungswissenschaftler                                          | 76    |       |
| 12. Juni | Masahide Ōta                                          | japanischer Historiker und Politiker                                         | 92    |       |
| 12. Juni | Jonas Henrique Pessalli                               | brasilianischer Fußballspieler                                               | 26    |       |
| 12. Juni | Detlev Prößdorf                                       | deutscher Politiker                                                          | 87    |       |
| 12. Juni | C. Narayana Reddy                                     | indischer Schriftsteller, Lyriker und Komponist                              | 85    |       |
| 12. Juni | rosalie                                               | deutsche Künstlerin                                                          | 64    |       |
| 12. Juni | Peter Schenk                                          | deutscher Politiker                                                          | 78    |       |
| 12. Juni | Joachim Schmidt                                       | deutscher Diplomat                                                           | 57    |       |
| 12. Juni | Charles P. Thacker                                    | US-amerikanischer Informatiker                                               | 74    |       |
| 12. Juni | Manfred Wahle                                         | deutscher Pädagoge                                                           | 62    |       |
| 12. Juni | Karl-Heinz Weigang                                    | deutscher Fußballtrainer                                                     | 81    |       |
| 12. Juni | Donald Winch                                          | britischer Wirtschaftswissenschaftler                                        | 82    |       |
| 11. Juni | Patricia Carroll                                      | britische Pianistin                                                          | 85    |       |
| 11. Juni | Errol Christie                                        | britischer Boxer                                                             | 53    |       |
| 11. Juni | Ingo Dollinger                                        | deutscher Geistlicher                                                        | 88    |       |
| 11. Juni | Wolfgang Eberbach                                     | deutscher Chemiker                                                           | 79    |       |
| 11. Juni | John Friedmann                                        | US-amerikanischer Stadt- und Regionalplaner                                  | 91    |       |
| 11. Juni | David Fromkin                                         | US-amerikanischer Historiker                                                 | 84    |       |
| 11. Juni | Alexandra Kluge                                       | deutsche Schauspielerin und Ärztin                                           | 80    |       |
| 11. Juni | Manfred Lieb                                          | deutscher Jurist und Hochschullehrer                                         | 82    |       |
| 11. Juni | David S. Liem                                         | indonesisch-US-amerikanischer Herpetologe                                    | 79    |       |
| 11. Juni | Klaus Linkwitz                                        | deutscher Geodät                                                             | 89    |       |
| 11. Juni | Hans Ulrich Nübel                                     | deutscher Theologe und Hochschulrektor                                       | 84    |       |
| 11. Juni | Mary Priestley                                        | britische Musiktherapeutin                                                   | 92    |       |
| 11. Juni | Geoffrey Rowell                                       | britischer Bischof                                                           | 74    |       |
| 11. Juni | Rosalie Sorrels                                       | US-amerikanische Folk-Sängerin                                               | 83    |       |
| 11. Juni | Corneliu Stroe                                        | rumänischer Jazz-Schlagzeuger                                                | 67    |       |
| 11. Juni | Günter Titt                                           | deutscher Pantomime, Schauspieler, Regisseur, Choreograf und Hochschullehrer | 92    |       |
| 11. Juni | Ernst Triebel                                         | österreichischer Organist und Dirigent                                       | 84    |       |
| 11. Juni | Harro F. Walkenhorst                                  | deutscher Unternehmer                                                        | 78    |       |
| 10. Juni | Frank Brichau                                         | belgischer Comiczeichner                                                     | 67    |       |
| 10. Juni | Parker E. Calkin                                      | US-amerikanischer Geologe und Polarforscher                                  | 84    |       |
| 10. Juni | Chi Po-lin                                            | taiwanischer Dokumentarfilmer                                                | 52    |       |
| 10. Juni | Austin Deasy                                          | irischer Politiker                                                           | 80    |       |
| 10. Juni | Helmut Giegler                                        | deutscher Soziologe                                                          | 69    |       |
| 10. Juni | James N. Layne                                        | US-amerikanischer Mammaloge                                                  | 91    |       |
| 10. Juni | Wladimir Aronowitsch Liwschiz                         | sowjetischer bzw. russischer Sprachwissenschaftler und Iranist               | 93    |       |
| 10. Juni | Oscar Mammì                                           | italienischer Politiker                                                      | 90    |       |
| 10. Juni | Mihai Nedef                                           | rumänischer Basketballspieler und -trainer                                   | 85    |       |
| 10. Juni | Jerry Nelson                                          | US-amerikanischer Astronom                                                   | 73    |       |
| 10. Juni | Heinz-Joachim Otto                                    | deutscher Politiker                                                          | 83    |       |
| 10. Juni | Julia Perez                                           | indonesische Schauspielerin, Sängerin, Model und Unternehmerin               | 36    |       |
| 10. Juni | Joachim Sobotta                                       | deutscher Journalist                                                         | 85    |       |
| 9. Juni  | Natiq Əliyev                                          | aserbaidschanischer Politiker                                                | 69    |       |
| 9. Juni  | Andrzej Baturo                                        | polnischer Fotograf und Verleger                                             | 77    |       |
| 9. Juni  | Francisco Javier García-Verdugo                       | spanischer Fußballspieler und -trainer                                       | 82    |       |
| 9. Juni  | Richard Heß                                           | deutscher Bildhauer                                                          | 80    |       |
| 9. Juni  | John Heyman                                           | britischer Film- und Fernsehproduzent                                        | 84    |       |
| 9. Juni  | Romualda Hofertienė                                   | litauische Politikerin                                                       | 75    |       |
| 9. Juni  | Ewald Janusz                                          | polnischer Kanute                                                            | 76    |       |
| 9. Juni  | Wjatscheslaw Keworkow                                 | sowjetischer Geheimdienstoffizier                                            | 93    |       |
| 9. Juni  | Franz Wilhelm König                                   | deutscher Unternehmer                                                        | 88    |       |
| 9. Juni  | John Liu Shi-gong                                     | chinesischer Bischof                                                         | 88    |       |
| 9. Juni  | Carl Merkel                                           | deutscher Psychologe                                                         | 81    |       |
| 9. Juni  | Andimba Toivo ya Toivo                                | namibischer Menschenrechtler und Politiker                                   | 92    |       |
| 9. Juni  | Adam West                                             | US-amerikanischer Schauspieler                                               | 88    |       |
| 9. Juni  | Sheila Willcox                                        | britische Reiterin                                                           | 81    |       |
| 9. Juni  | Bernd Wrackmeyer                                      | deutscher Chemiker                                                           | 69    |       |
| 8. Juni  | Morten Ågheim                                         | norwegischer Skispringer                                                     | 36    |       |
| 8. Juni  | Miguel d’Escoto Brockmann                             | nicaraguanischer Politiker, Diplomat und Priester                            | 84    |       |
| 8. Juni  | Fred Edward Fiedler                                   | österreichisch-US-amerikanischer Psychologe                                  | 94    |       |
| 8. Juni  | Ademar Fonseca                                        | brasilianischer Fußballtrainer                                               | 54    |       |
| 8. Juni  | Glenne Headly                                         | US-amerikanische Schauspielerin                                              | 62    |       |
| 8. Juni  | Václav Halama                                         | tschechoslowakischer Fußballspieler und -trainer                             | 76    |       |
| 8. Juni  | Hatto Kallfelz                                        | deutscher Historiker und Archivar                                            | 82    |       |
| 8. Juni  | Naseem Khan                                           | britische Journalistin und Aktivistin                                        | 77    |       |
| 8. Juni  | Peter Kretschmer                                      | deutscher Lebensmitteltechnologe                                             | 78    |       |
| 8. Juni  | Sergei Kutiwadse                                      | sowjetischer Fußballspieler und -trainer                                     | 72    |       |
| 8. Juni  | René Monse                                            | deutscher Boxer                                                              | 48    |       |
| 8. Juni  | Lavdrim Muhaxheri                                     | kosovarischer Terrorist                                                      | 28    |       |
| 8. Juni  | Jan Notermans                                         | niederländischer Fußballspieler und -trainer                                 | 84    |       |
| 8. Juni  | Ernesto „Tito“ Puentes                                | kubanischer Trompeter                                                        | 88    |       |
| 8. Juni  | Gerald Stöber                                         | deutscher Psychiater                                                         | 56    |       |
| 8. Juni  | TC Izlam                                              | US-amerikanischer Rapper                                                     | 51    |       |
| 8. Juni  | Ruth White                                            | US-amerikanische Schriftstellerin                                            | 75    |       |
| 8. Juni  | Norro Wilson                                          | US-amerikanischer Country-Sänger, -Songwriter und -Produzent                 | 79    |       |
| 7. Juni  | David Bellugi                                         | US-amerikanisch-italienischer Dirigent, Blockflötist und Hochschullehrer     | 62    |       |
| 7. Juni  | Angela Hartley Brodie                                 | US-amerikanische Pharmakologin                                               | 82    |       |
| 7. Juni  | Rainer Büttner                                        | deutscher Synchronsprecher und Schauspieler                                  | ≈72   |       |
| 7. Juni  | Iris Fischlmayr                                       | österreichische Wirtschaftswissenschaftlerin                                 | 42    |       |
| 7. Juni  | Cyril Frankel                                         | britischer Regisseur                                                         | 95    |       |
| 7. Juni  | James Hardy                                           | US-amerikanischer American-Football-Spieler                                  | 31    |       |
| 7. Juni  | Uwe Siegfried Kahre                                   | deutscher Konteradmiral                                                      | 73    |       |
| 7. Juni  | Jürgen Kämpgen                                        | deutscher Politiker                                                          | 77    |       |
| 7. Juni  | Enno Kleihauer                                        | deutscher Mediziner                                                          | 89    |       |
| 7. Juni  | Frank Krause-Waterböhr                                | deutscher Basketballschiedsrichter                                           | 59    |       |
| 7. Juni  | Trento Longaretti                                     | italienischer Maler                                                          | 100   |       |
| 7. Juni  | Francesc Lucchetti i Farré                            | spanischer Schauspieler und Drehbuchautor                                    | 72    |       |
| 7. Juni  | Mireille Mossé                                        | französische Schauspielerin                                                  | 59    |       |
| 7. Juni  | Dieter Obermeier                                      | deutscher Politiker, MdHB                                                    | 81    |       |
| 7. Juni  | Bernd Rohde                                           | deutscher Politiker                                                          | 79    |       |
| 7. Juni  | Ed Victor                                             | US-amerikanischer Journalist und Literaturagent                              | 77    |       |
| 7. Juni  | Thierry Zéno                                          | belgischer Regisseur und Drehbuchautor                                       | 67    |       |
| 6. Juni  | John Bower                                            | US-amerikanischer Skisportler                                                | 76    |       |
| 6. Juni  | Horace Burrell                                        | jamaikanischer Fußballfunktionär und Unternehmer                             | 67    |       |
| 6. Juni  | Ainslie Embree                                        | US-amerikanischer Indologe und Historiker                                    | 96    |       |
| 6. Juni  | Andrew Francis                                        | pakistanischer Bischof                                                       | 70    |       |
| 6. Juni  | Vin Garbutt                                           | britischer Musiker                                                           | 69    |       |
| 6. Juni  | Erich Glagau                                          | deutscher Holocaustleugner                                                   | 102   |       |
| 6. Juni  | Petra Höfer                                           | deutsche Journalistin und Filmemacherin                                      | 54    |       |
| 6. Juni  | François Houtart                                      | belgischer Priester und Soziologe                                            | 92    |       |
| 6. Juni  | Adnan Khashoggi                                       | saudi-arabischer Unternehmer                                                 | 81    |       |
| 6. Juni  | Siegfried Kerstan                                     | deutscher Geistlicher                                                        | 88    |       |
| 6. Juni  | Achim Leutz                                           | deutscher Luftfahrtingenieur und Fluglehrer                                  | 76    |       |
| 6. Juni  | Horst Neugart                                         | deutscher Pädagoge und Politiker                                             | 77    |       |
| 6. Juni  | Walter Noll                                           | deutsch-US-amerikanischer Mathematiker                                       | 92    |       |
| 6. Juni  | Ragnhild Queseth Haarstad                             | norwegische Politikerin                                                      | 78    |       |
| 6. Juni  | Sandra Reemer                                         | niederländische Sängerin                                                     | 66    |       |
| 6. Juni  | Márta Rudas                                           | ungarische Leichtathletin                                                    | 80    |       |
| 6. Juni  | Giuliano Sarti                                        | italienischer Fußballspieler und -trainer                                    | 83    |       |
| 6. Juni  | Jimmy Thomas                                          | US-amerikanischer American-Football-Spieler                                  | 69    |       |
| 6. Juni  | Walentin Ulomow                                       | sowjetischer bzw. russischer Seismologe                                      | 84    |       |
| 6. Juni  | Rokas Žilinskas                                       | litauischer Journalist, Moderator und Politiker                              | 44    |       |
| 6. Juni  | Paul Zukofsky                                         | US-amerikanischer Geiger, Dirigent und Musikerzieher                         | 73    |       |
| 5. Juni  | Marco Coll                                            | kolumbianischer Fußballspieler                                               | 81    |       |
| 5. Juni  | Andy Cunningham                                       | britischer Unterhaltungskünstler, Puppenspieler und Drehbuchautor            | 67    |       |
| 5. Juni  | Helen Dunmore                                         | britische Schriftstellerin                                                   | 64    |       |
| 5. Juni  | Peter Ehlers                                          | deutscher Fußballspieler, -trainer und -funktionär                           | 84    |       |
| 5. Juni  | Dieter Heinz                                          | deutscher Architekt und Konservator                                          | 87    |       |
| 5. Juni  | Anna Jókai                                            | ungarische Schriftstellerin                                                  | 84    |       |
| 5. Juni  | Josef Kupper                                          | Schweizer Versicherungsmathematiker, Professor und Schachspieler             | 85    |       |
| 5. Juni  | Antonio Neri                                          | italienischer Theologe und Kirchenrechtler                                   | 54    |       |
| 5. Juni  | Gottfried Nobl                                        | österreichischer Architekt und Dombaumeister                                 | 93    |       |
| 5. Juni  | Thomas Phleps                                         | deutscher Musikwissenschaftler und -pädagoge                                 | 61    |       |
| 5. Juni  | Rita Riggs                                            | US-amerikanische Kostümbildnerin                                             | 86    |       |
| 5. Juni  | Cheik Tioté                                           | ivorischer Fußballspieler                                                    | 30    |       |
| 5. Juni  | Ana Winocur                                           | mexikanische Journalistin                                                    | 44    |       |
| 5. Juni  | Gladys Zurbano                                        | kubanische Schauspielerin, Fernseh- und Radiomoderatorin                     | 91    |       |
| 4. Juni  | Bill Butler                                           | britischer Filmeditor                                                        | 83    |       |
| 4. Juni  | Juan Goytisolo                                        | spanischer Schriftsteller                                                    | 86    |       |
| 4. Juni  | Bennie Hofs                                           | niederländischer Fußballspieler                                              | 70    |       |
| 4. Juni  | Patrick Johnston                                      | britischer Onkologe                                                          | 58    |       |
| 4. Juni  | Babatunde Osotimehin                                  | nigerianischer Politiker                                                     | 68    |       |
| 4. Juni  | Branko Rodosek                                        | deutscher Fußballspieler                                                     | 58    |       |
| 4. Juni  | Roger Smith                                           | US-amerikanischer Schauspieler                                               | 84    |       |
| 4. Juni  | Jack Trout                                            | US-amerikanischer Unternehmer                                                | 82    |       |
| 4. Juni  | Zhang Tianfu                                          | chinesischer Agronom und Teeexperte                                          | 106   |       |
| 3. Juni  | George Casey                                          | US-amerikanischer Filmschaffender                                            | 84    |       |
| 3. Juni  | David Raymond Choby                                   | US-amerikanischer Bischof                                                    | 70    |       |
| 3. Juni  | David Delfín                                          | spanischer Modedesigner                                                      | 46    |       |
| 3. Juni  | Thorkild Demuth                                       | dänischer Schauspieler, Regisseur und Puppenspieler                          | 90    |       |
| 3. Juni  | Reinhart Freudenberg                                  | deutscher Unternehmer                                                        | 84    |       |
| 3. Juni  | Gerhard Gebauer                                       | deutscher Politiker                                                          | 90    |       |
| 3. Juni  | Heinz Peter Kämmerer                                  | deutscher Chirurg                                                            | 89    |       |
| 3. Juni  | Robert Kerber                                         | deutscher Chemiker                                                           | 92    |       |
| 3. Juni  | Christophe Otzenberger                                | französischer Filmregisseur und Schauspieler                                 | 55    |       |
| 3. Juni  | Niels Helveg Petersen                                 | dänischer Politiker                                                          | 78    |       |
| 3. Juni  | Josef Riederer                                        | deutscher Archäometer                                                        | 77    |       |
| 3. Juni  | Lawrence L. Weed                                      | US-amerikanischer Mediziner und Medizininformatiker                          | 93    |       |
| 2. Juni  | Gordon Christian                                      | US-amerikanischer Eishockeyspieler                                           | 89    |       |
| 2. Juni  | Walter Eggert                                         | deutscher Rennrodler                                                         | 76    |       |
| 2. Juni  | Erich Gräßer                                          | deutscher Hochschullehrer, Theologe und Politiker                            | 89    |       |
| 2. Juni  | Jaroslav Kořán                                        | tschechischer Übersetzer, Unternehmer und Politiker                          | 77    |       |
| 2. Juni  | Hal Landaker                                          | US-amerikanischer Ton- und Kameratechniker                                   | 92    |       |
| 2. Juni  | Léon Lemmens                                          | belgischer Bischof                                                           | 63    |       |
| 2. Juni  | Jack O’Neill                                          | US-amerikanischer Unternehmer                                                | 94    |       |
| 2. Juni  | Jerzy Pelc                                            | polnischer Sprachphilosoph und Semiotiker                                    | 92    |       |
| 2. Juni  | Syed Sharifuddin Pirzada                              | pakistanischer Jurist, Beamter und Politiker                                 | 93    |       |
| 2. Juni  | Peter Sallis                                          | britischer Schauspieler                                                      | 96    |       |
| 2. Juni  | Ralf Schermuly                                        | deutscher Schauspieler und Synchronsprecher                                  | 75    |       |
| 2. Juni  | Richard Seifert                                       | österreichischer Unternehmer                                                 | 67    |       |
| 2. Juni  | Sonja Sutter                                          | deutsche Schauspielerin                                                      | 86    |       |
| 2. Juni  | Jeffrey Tate                                          | britischer Dirigent                                                          | 74    |       |
| 2. Juni  | Tom Tjaarda                                           | US-amerikanischer Fahrzeugdesigner                                           | 82    |       |
| 2. Juni  | Carlo Turcato                                         | italienischer Säbelfechter                                                   | 95    |       |
| 2. Juni  | Stephen Williams                                      | US-amerikanischer Archäologe und Museumsdirektor                             | 90    |       |
| 2. Juni  | Aamir Zaki                                            | pakistanischer Gitarrist und Komponist                                       | 49    |       |
| 1. Juni  | Roy Barraclough                                       | britischer Schauspieler                                                      | 81    |       |
| 1. Juni  | Armando da Silva Carvalho                             | portugiesischer Lyriker                                                      | 79    |       |
| 1. Juni  | J. B. Dauda                                           | sierra-leonischer Politiker                                                  | 74    |       |
| 1. Juni  | Roberto DeVicenzo                                     | argentinischer Golfer                                                        | 94    |       |
| 1. Juni  | Tankred Dorst                                         | deutscher Dramatiker und Schriftsteller                                      | 91    |       |
| 1. Juni  | Nikolaus B. Enkelmann                                 | deutscher Persönlichkeitstrainer                                             | 81    |       |
| 1. Juni  | José Greci                                            | italienische Schauspielerin                                                  | 76    |       |
| 1. Juni  | Ulrich Hauser                                         | deutscher Physiker                                                           | 91    |       |
| 1. Juni  | Jack McCloskey                                        | US-amerikanischer Basketballspieler, -trainer und -funktionär                | 91    |       |
| 1. Juni  | Alois Mock                                            | österreichischer Politiker                                                   | 82    |       |
| 1. Juni  | Albrecht Neubert                                      | deutscher Sprachwissenschaftler                                              | 87    |       |
| 1. Juni  | Heinrich Ristedt                                      | deutscher Paläontologe                                                       | 81    |       |
| 1. Juni  | Theodor Schmidt-Kaler                                 | deutscher Astronom                                                           | 86    |       |
| 1. Juni  | Charles Simmons                                       | US-amerikanischer Schriftsteller                                             | 92    |       |
| 1. Juni  | Raino Westerholm                                      | finnischer Politiker                                                         | 97    |       |

### Datum unbekannt
| Tag                             | Name                         | Beruf, bekannt als         | Alter | Beleg |
| ------------------------------- | ---------------------------- | -------------------------- | ----- | ----- |
| 17. Juni oder 18. Juni          | Kenton Stewart Wall Campbell | australischer Paläontologe | 89    |       |
| Tod bekannt gegeben am 11. Juni | Doreen Andrew                | britische Schauspielerin   | 93    |       |
| 6. Juni oder 7. Juni            | Stefan Schemer               | österreichischer Politiker | 88    |       |